# Vorbis
Vorbis je ztrátový audio formát, který se měl stát náhradou formátu MP3. Jeho vývoj je zastřešen organizací Xiph.Org Foundation. Vorbis audio bývá nejčastěji uloženo v kontejneru Ogg a v tomto spojení je nazýváno Ogg Vorbis.
Softwarová implementace formátu Vorbis vyvíjená nadací Xiph.Org, kodek libvorbis, je svobodný a open source software uvolněný pod licencí BSD.
Formát Vorbis se stal prvním formátem Xiph.org zralým pro všeobecné použití, a po jistou dobu v podstatě jediným. Tento formát byl v minulosti často zaměňován s kontejnerovým formátem Ogg. Vorbis je pojmenován podle postavy ze Zeměplochy. V knize Malí bohové je jednou z důležitých postav diákon Vorbis.

## Kvalita
Po stránce kvality je Vorbis přibližně na stejné úrovni jako konkurenční formát Microsoftu Windows Media Audio. Oba jsou kvalitnější než dnes již zastaralý, ale stále nejpoužívanější formát MP3.
Přesné srovnání je však téměř nemožné, už kvůli principu ztrátové komprese. Ta pracuje na principech vypouštění frekvencí lidskému uchu neslyšitelných. Protože každé lidské ucho má jiné akustické vnímání, není možné jednoznačně určit, který ze dvou kvalitativně podobných akustických modelů je lepší nebo kvalitnější.

## Možnosti nastavení kodéru
| Kvalita                             | Nominální bitrate         | Nominální bitrate             |                           |
|                                     | Official Xiph. Org Vorbis | aoTuV beta 3 a pozdější verze | Výsledná velikost souborů |
| ----------------------------------- | ------------------------- | ----------------------------- | ------------------------- |
| -q-2                                | neumožňuje                | 32 kb/s                       |                           |
| -q-1                                | 45 kb/s                   | 48 kb/s                       |                           |
| -q0                                 | 64 kb/s                   |                               | 14,1 MB                   |
| -q1                                 | 80 kb/s                   |                               | 18,8 MB                   |
| -q2                                 | 96 kb/s                   |                               | 23,1 MB                   |
| -q3                                 | 112 kb/s                  |                               | 26,0 MB                   |
| -q4                                 | 128 kb/s                  |                               | 29,4 MB                   |
| -q5                                 | 160 kb/s                  |                               | 37,2 MB                   |
| -q6                                 | 192 kb/s                  |                               | 42,9 MB                   |
| -q7                                 | 224 kb/s                  |                               | 48,1 MB                   |
| -q8                                 | 256 kb/s                  |                               | 54,2 MB                   |
| -q9                                 | 320 kb/s                  |                               | 70,2 MB                   |
| -q10                                | 500 kb/s                  |                               | 106 MB                    |
| Pro srovnání:                       |                           |                               |                           |
| MP3 224 kb/s CBR                    |                           |                               | 60,1 MB                   |
| Nekomprimovaná velikost (1411 kb/s) |                           |                               | 378,85 MB                 |

## Metody testování
Nejpoužívanější metodou testování je aplikování daných kompresních algoritmů na referenční zvuková data a následné porovnání dekomprimovaných dat s originálem. Ani touto metodou však není možno určit přesně kvalitu algoritmů z důvodů popsaných výše. Může nám však dát základní přehled co se s daty děje.

## Použití
Kromě použití jako kompresoru hudebních souborů u domácích uživatelů se začal poměrně často používat výrobci her pro kompresi zvukových (někdy i obrazových) dat ve hrách obsažených.

## Metadata
V současnosti není žádný oficiální standard pro obsažení metadat v kontejnerech Ogg. Sdružení Xiph.Org v současnosti přivítá návrhy a odezvy. Navržené metody implementace metadat zahrnují následující:
- Dublin core v RDF
- XML kódování (volby zahrnují generické RDF, CMML, a XMP)
- MusicBrainz XML metadata
- Ogg Skeleton se jeví jako způsob jak se přiblížit k strojovým metadatům

## Další používané formáty
Existuje ohromné množství vyvinutých algoritmů na kompresi zvuku. Uvedeme alespoň ty nejrozšířenější:
- MP3, vyvinut vědci Fraunhoferova ústavu, jedná se o nejrozšířenější formát s velkou oblibou hlavně domácích uživatelů
- MPEG-4 AAC, používáno společnostmi LiquidAudio a Apple Computer's na jejich internetovém obchodě iTunes
- AC-3, je použit ve formátech Dolby Digital a na DVD
- ATRAC, použit společností Sony zvláště v jejich produktu Minidisc
- MP2, MPEG-1/2 Audio Layer 2, starší verze komprese MP3
- mp3PRO, je nejnovější verze MP3 vyvinutá společností Thomson Multimedia kombinující klasický MP3 a technologii SBR
- MPC nebo Musepack (dříve také MP+), pozměněný formát MP2
- QDesign, použit v technologii QuickTime
- RealAudio, vyvinuto společností RealNetworks, používáno pro online streamování na internetu
- WMA (Windows Media Audio) společnosti Microsoft široce podporováno hardwarovými zařízeními
- Wavpack bezeztrátový audio kodek podobný FLAC, pro archivní a vysoce přesná zvuková data, ale není součástí projektu Ogg
- TAK bezeztrátový audio kodek, lepší komprese než FLAC, ale zdrojový kód není k dispozici